# クローズアップ (テレビ番組)
クローズアップは、1983年4月11日から1988年3月15日までNHK総合で放送されたテレビ番組である。

## 概要
身近な生活の中の疑問から最新技術まで、様々な問題を科学の目で解き明かしていく科学番組であった。

## 放送時間
- 1983年4月 - 1984年3月：月曜 22:00 - 22:30／日曜 16:00 - 16:30
- 1984年4月 - 1985年3月：火曜 22:00 - 22:30／水曜 14:20 - 14:50
- 1984年4月 - 1988年3月：火曜 22:00 - 22:29／水曜 14:05 - 14:34

## 出演者
- キャスター・ナレーター：中田薫

## 放送リスト

### 1983年度
- がん細胞を撃て 夢のミサイル療法
- 大地誕生 西之島新島10年の記録
- 生命誕生の秘密 受胎の神秘
- 生命誕生の秘密 ある体外受精の試み
- ボケはどこまで治せるか 音楽療法の試み
- コンピューター情報を利用せよ 57年中日対巨人 天下分け目の戦い
- かかとで打った詩 障害者用タイプ誕生
- 北極圏に生きる 北緯80度の大自然
- 防災シリーズ 都市河川を制御する 鶴見川の治水作戦
- 警告!となりのたばこ 知られざる副流煙
- オーストラリアの珍獣たち
- コンピューター暴走 ノイズが狂わす電子回路
- パンダを救え 謎の生態を追う
- ＂しらせ＂南極へ 船と氷の熱い闘い
- 騒音が見えた 防音新作戦
- 静止軌道をめざして 放送衛星技術のすべて
- 目が疲れませんか コンピューター時代の盲点
- 分断されるか日本列島 日本海中部地震からの推理
- 検証・新スパイクレスタイヤ 雪道走行600キロメートル
- 氷海からの脱出 開発進む耐寒救命衣

### 1984年度
- 知能の謎をとく やわらかい頭 かたい頭
- ご用心!アルコール中毒 なりやすい人・なりにくい人
- ゴミ焼却場からの報告 検証・灰の中の猛毒ダイオキシン
- ゴミ焼却場からの報告 追跡・乾電池水銀のゆくえ
- メダルをめざす 長崎宏子・快速泳法の秘密
- 水がまずくなった
- ラッコの森の物語
- 減量にご用心!
- 気になる胸の痛み 心筋梗塞診断最前線
- 直下型地震の前兆をとらえた
- 恐竜が消えた日 絶滅の謎に迫る
- 山崩れは予知できるか 予知の手掛りは土中の音と水圧
- 巨大山津波が襲った 長野県西部地震
- 発見!噴火口に小さな生命 三宅島生物調査の1年
- ハレーすい星をとらえた!
- マンション点検シリーズ 追跡 さびる水道管
- マンション点検シリーズ ひびが壁を走る
- 針の効果をとらえる 解明進む東洋医学の謎
- ストレスからの解放 薬なし医療への試み
- 有害物質を減らせ ディーゼル車の排気ガス
- 体験!宇宙飛行士への条件
- 実験!チンパンジーにことばを教える
- 冬・カビが子どもを襲う 室内汚染の意外な正体
- 猛威!これがカゼの正体だ
- 糖尿病とたたかう 人工すい臓開発
- あなたの心臓は大丈夫? 中高年のスポーツメニュー
- 推理・縄文人の食卓 化石糞は語る
- 大発生!?花粉症を吹き飛ばせ

### 1985年度
- 高齢化社会とあなた 寝たきりからの脱出
- マダイ放流!ただいま7万匹
- ロボット海底をゆく
- お母さん知っていますか 現代っ子と虫歯
- スポーツブーム 女性の体はどう変わる?
- 切らずに治す じん臓結石治療の新技術
- 虫を寄せつけるな! 科学万博舞台裏の攻防
- 知っていますか?赤ちゃんからのメッセージ
- 杉が死ぬ 謎の虫スギカミキリ
- 追跡・血液輸入はなぜ増える?
- 高齢化社会とあなた 入れ歯・悩みにこたえる新技術
- 雪山が火を噴いた!噴火予知成功・カムチャツカ火山
- ニューメディア これが文字放送だ
- 震度5をとらえた!地盤でビルはどう揺れる
- 冬・部屋の壁が汗をかく 結露が招くカビ
- 追跡・トレーラー横転 ジャックナイフ現象は防げるか

### 1986年度
- 地下水に汚染がしのびよる
- 目が白く濁ってくる 白内障治療の最前線
- これがエイズウイルスの正体だ
- ベールを脱いだ天王星 ボイジャー探査結果まとまる
- 足が痛みませんか?靴がもたらすスポーツ障害
- 危険作業引き受けます 建設ロボット誕生
- がん治療最前線 熱でがんを治す 温熱療法
- がん治療最前線 出血を減らせ ウォータージェットメスの肝臓がん手術
- どこからきたの？お月さん いん石が語る月の起源
- ここまでわかった老人性痴呆の謎
- 正しくエアロビクスをしてますか?
- トノサマバッタ大発生 島を覆う黒い大群
- 家族がつくる現代病 思春期やせ症
- 検証・三原山大噴火 地下で何が起きているか
- 謎の沈没 船と波の危険な関係
- コンピューターが音楽を変えた
- 音がよみがえった 人工内耳で難聴克服
- これが先端ロボットだ
- 地下で何が起きたか? 三原山観測データは語る
- ご用心!金属アレルギー
- ここまでわかった骨の老化
- 地震山の正体を見た 東海地震地帯の海底を探る

### 1987年度
- 過敏症アトピーはなぜおこる
- 夢の新物質を探せ しのぎを削る超電導開発競争
- 乱れていませんか あなたの生体リズム
- 多発する地震
- 歯ぐきが危ない 若者にしのびよる歯槽のう漏
- オーロラの神秘を探る
- 音楽療法・ストレスからの解放
- 食べていますか?微量金属
- 酸欠の海 東京湾青潮異変
- きれいな水で泳ぎたい 室内プール水浄化作戦
- 働きざかりを襲う脳出血 予防できるか?くも膜下出血
- 海に都市を造れ 1坪120万円・海上都市構想
- 検証・石綿汚染 影響はどこまでわかっているか
- 火山に挑む 噴火の瞬間をとらえた～世界の火山地帯を行く
- 火山に挑む 三原山再噴火
- これがバイオセンサーだ
- 1000万人の悩み・鼻炎
- お腹の赤ちゃんを治療する 始まった胎児治療
- 燃えない，腐らない ハイテク木材登場
- ニアミスは防げるか 検証・空の安全対策
- がんの痛みを消せ
- 成功率100％への挑戦 H1 ロケットはこうして打ち上げられる
- 寄生虫にご用心 グルメブームで増える幼虫移行症
- アイデア対決ロボットコンテスト これがアメリカ式独創教育だ
- スギ花粉　飛行ルートを追え 予防に役立つ花粉情報